# Aphelandra colorata
Aphelandra colorata là một loài thực vật có hoa trong họ Ô rô. Loài này được (Vell.) Wassh. mô tả khoa học đầu tiên năm 1975.